# 冷玉龙
冷玉龙（1954年3月—），辞书编辑。

## 生平
生于四川省仁寿县。曾任四川辞书出版社副社长、总编辑、编审。原中国辞书学会学术委员会委员、中国文字学会理事。参与编写国家重大文化工程《汉语大字典》7年，在中国人民大学进修词典专业1年，从事辞书编辑30年。
主编、参与编纂或编辑审读的辞书有《中华成语大典》、《成语辞海》、《古代汉语词典》、《古代汉语字典》、《歇后语词典》、《成都话方言词典》、《乐山话方言词典》等几十种。国家八五规划重点书《中华字海》主编。国家重大出版工程《汉语大字典》第二版修订工作主持人之一，负责《汉语大字典》第二版终审工作。《汉语大字典》第二版获第三届中国出版政府奖和第四届中华优秀出版物奖。